# 雑賀みか
雑賀 みか（さいか みか、本名：雑賀 美佳（さいか みか）、1964年12月6日 - ）は、日本の元タレント。現在は株式会社エンタークリエイション代表取締役社長。
神奈川県横浜市出身。

## 来歴・人物
3人姉妹の末っ子。小学5年生の時に母親の勧めでNHK東京放送児童劇団に所属、高校3年生まで在籍。同劇団に所属していた当時『明るいなかま』（NHK教育）などに出演していた。高校生時代の部活は演劇クラブと落語研究部。小学生・中学生時代にはスイミングクラブに通ってアーティスティックスイミングをやっており、小谷実可子は同じスイミングクラブの後輩で、小谷と同じ先生の指導を受けていた。また子供の頃から人を笑わせることが好きで、友達相手に学校の先生の物真似や変な顔を披露していた。
桐朋学園短期大学演劇科卒業。桐朋に入った理由は、ファンだった大竹しのぶの影響もあった。短大卒業後1985年に劇団俳優座に入団するも、1年後の1986年に退団（当時からキャラクターが強すぎたところもあって「うちのカラーに合わない」としてクビになった、とも話している）。同じく1986年には、東映太秦映画村「ミス映画村」関東代表、「ミス着物」ファイナリストに選ばれている。
24歳の時の1989年に、フジテレビ主催の『おもしろマドンナコンテスト』に出場。2,826人の応募者の中からグランプリに選ばれ、「おもしろマドンナ」としてフジテレビの番組キャンペーンガールなどで芸能活動を開始。両親から「24歳までに芽が出なかったらあきらめろ」と言われていたとのことで、この年の12月6日で25歳になるということもあってこれが最後の挑戦と決めて「これで駄目だったら普通のOLになろうと思っていた」という。しかし、このコンテストに応募したのは本人ではなく母親だった。
持ち芸は「顔面七変化」「百面相」と言われ、「急にゾンビに取り憑かれてしまった女子大生」「前世がマネキン人形だった女性が、路上でお金を見つけた時のポーズ」「ドナルドダックの顔真似」（派生ネタとして「ドナルドダックの霊に取り憑かれた女子大生」）、「大っきな顔芸」などがあり、「古村比呂の顔真似」も披露したことがある。
「ポスト山田邦子」と期待され、山田とも「邦ちゃんのやまだかつてないテレビ」、エーザイ「ザーネクリーム」CMで共演。「東京ストーリーズ」（フジテレビ）1989年11月2日放送「モーニングコールガール」ではドラマ主演を務める。デビュー当初は雑誌などの取材も多いなど注目が高いこともあったが、1年ほどでメディアでの露出も激減する。
1991年には「有限会社ザ・ミスフィッツ」を設立し、舞台公演、イベントの企画製作を手掛けた他、短大時代の同窓生だった滝沢充子、中村倫子と劇団「the Misfits」（ザ・ミスフィッツ）を立ち上げる。以後多くのミュージカル公演に出演。1998年にはNHK児童劇団にてダンスレッスンを受託され、振付チームのメンバーとしても参加。1999年には映画「SHOGUN COP」（東京国際ファンタスティック映画祭出品作品）に、滝沢充子と共にプロデューサーとして参加。
2001年には「有限会社コミ・デ」を設立して代表取締役に就任。ソフトウェアの企画を手掛け、マンガ閲覧ソフト「コミックディレクター」の販売、WEBマンガ図書館「コミディ」の運営を行う。2007年にはコミ・デを「株式会社エンタークリエイション」に組織変更、パーティ、イベント、婚活などの業界で、婚活パーティの司会者などで活動。「カリスマ司会者」「スパルタ社長」とも言われている。一方で芸能事務所・レプロエンタテインメントに演出・振付指導チームとして、演歌歌手・美月優の振付チームとしてそれぞれ参加、ミュージカルの舞台企画制作を手掛けるなど引き続きエンターテインメント界で活動。その近況が2017年5月26日放送「爆報! THE フライデー」（TBS）などで伝えられた。

## 出演

### テレビバラエティ
- 邦ちゃんのやまだかつてないテレビ（フジテレビ）
- 夢で逢えたら（フジテレビ）
- 森田一義アワー 笑っていいとも!（フジテレビ）[3]
- おはよう!ナイスデイ（フジテレビ）[5]
- 生島ヒロシのおいしいフライパン（フジテレビ）[5]
- 水10!（フジテレビ）- 2002年6月12日「成功した女社長」特集に出演[5]。
- 爆報! THE フライデー（TBS）- 2017年5月26日、近況が伝えられる[8]。

### テレビドラマ
- 東京ストーリーズ 第4回「モーニングコールガール」（フジテレビ）- 1989年11月2日、亜紀子 役（主演）
- 愛しあってるかい!（フジテレビ）- 第7話（1989年11月27日）ゲスト出演

### CM
- 大正製薬「パンシロン」[5]（加藤剛と共演[2]）
- エーザイ「ザーネクリーム」[1]

### 舞台
（より）
- 心 ― わが愛 （1985年　加藤剛主演、加藤の許婚役）
- たすけて （1986年　俳優座公演）
- シェルブールの雨傘 （1986年　仙道敦子主演）
- ヤッホ・ヤッホー! （1989年　ミュージカル、主演）
- それ （1990年　ミュージカル）
- マリーが好き （1990年・1992年（再演）　ミュージカル、デュバリー夫人 役）
- Mama, I Love You! （1991年　ミュージカル、ライラ 役）
- カレンダーガール （1991年　ミュージカル、主演）
- それ行けフーリル島 （1991年　ミュージカル、マンボマンボ 役）
- Pink Bath （1991年　ミュージカル、ジェーン・マンスフィールド 役）
- XYX （1992年　ミュージカル、主演）
- イースターパレード （1992年　ミュージカル、ナムコ・ワンダーエッグにて公演）
- ゲーム・オブ・ラヴ （1992年　ミュージカル）
- リベンジ・オブ・ザ・ジューンブライド （1993年　ミュージカル、珠子 役）
- 胸がなくても （1993年　ミュージカル、芸術文化振興基金助成作品）
- 愛真実・クリスマスショー （1993年　ミュージカル）
- フーリル島だよ全員集合 （1994年　ミュージカル）
- ザ・ビースト （1994年　ミュージカル、芸術文化振興基金助成作品）
- ザ・ビーストVer.2 （1995年　ミュージカル）